# 王大謨
王大謨（1550年—？），字惟允，號憲皋，湖廣黃州府廣濟縣人，軍籍，明朝政治人物。

## 生平
萬曆七年（1579年）己卯科湖廣鄉試第六十三名，萬曆八年（1580年）庚辰科會試第四十八名，登三甲第一百零九名進士。户部觀政，本年授太湖县知县，十四年行取，候补刑部主事，十五年补山东司主事，十七年升员外郎，十九年升郎中，十月升云南提学佥事，捐俸建玉华书院，二十一年十月升广西左参议，以母老乞归，二十二年致仕。

## 家族
曾祖王伯蘭；祖父王友方；父王照，字廷明，贈文林郎太湖知县。母安氏；前母李氏。慈侍下。兄大邦、大宗、大猷。